# Roselawn (Kingston)
Roselawn est une demeure de style néoclassique situé au 421 Union Street West à Kingston en Ontario (Canada). Elle a été construite en 1841 selon les plans de l'architecte William Coverdale (en) pour le compte de David John Smith. Entre 1851 à 1868, elle fut la demeure d'Henry Smith (en), Solliciteur général du Haut-Canada et ensuite président de l'Assemblée législative de la Province du Canada. Elle a été désignée comme lieu historique national du Canada en 1969 et a été désignée comme bien patrimonial en 1975 par la ville de Kingston.

## Histoire
Roselawn a été construit en 1841 par David John Smith selon les plans de l’architecte William Coverdale (en). Lors de sa mort en 1848, ses exécuteurs testamentaires décides de vendre la maison aux enchères, mais elle ne sera acquise qu'en 1851 par Henry Smith (en), un avocat qui deviendra plus tard Solliciteur général du Haut-Canada et président de l'Assemblée législative de la Province du Canada. Ses héritiers vendent la maison en 1888 et elle demeure dans le domaine privé jusqu'en 1948. Entre 1948 et 1969, elle sert de résidence au commandant du collège militaire royal du Canada. 
En 1970, elle est achetée par l'Université Queen's. Elle subit d'importantes rénovations et ouvre en 1974 en tant que centre de l'éducation continue de l'université. En 1997, elle est de nouveau rénovée pour devenir le Donald Gordon Conference Centre. 
Le 23 octobre 1969, elle est désignée comme lieu historique national du Canada par la Commission des lieux et monuments historiques du Canada. Le 28 juillet 1975, l'extérieur de l'édifice est désigné comme bien patrimonial par la ville de Kingston.

## Architecture
Roselawn est typique des maisons de l'époque où les gens fortuné de Kingston se construisait des somptueuse demeure de campagne en périphérie de la ville. Elle a été construite dans le style néoclassique, populaire à l'époque. Il s'agit d'un bâtiment de deux étages ayant des murs en calcaire. Elle a un toit en croupe avec un pignon central au dessus de la porte d’entrée. Parmi les éléments de style classique, on dénote la construction symétrique, le porche ouvert à colonnes et une corniche denticulée.